# Cypria inequivalva
Cypria inequivalva är en kräftdjursart som beskrevs av Turner 1893. Cypria inequivalva ingår i släktet Cypria och familjen Cyprididae. Inga underarter finns listade i Catalogue of Life.